# Női nyolcas evezés a 2012. évi nyári olimpiai játékokon
A 2012. évi nyári olimpiai játékokon az evezés női nyolcas versenyszámát július 29. és augusztus 2. között rendezték Eton Dorney-ben. A versenyt az amerikai hajó nyerte a kanadai és a holland egység előtt.

## Versenynaptár
Az időpontok helyi idő szerint, zárójelben magyar idő szerint olvashatóak.
| Dátum                         | Időpont       | Forduló     |
| ----------------------------- | ------------- | ----------- |
| 2012. július 29., vasárnap    | 11:50 (12:50) | Előfutamok  |
| 2012. július 31., kedd        | 10:50 (11:50) | Reményfutam |
| 2012. augusztus 2., csütörtök | 12:30 (13:30) | Döntő       |

## Eredmények
Az idők másodpercben értendők. A rövidítések jelentése a következő:
- QA: Az A-döntőbe jutás helyezés alapján

### Előfutamok
Két előfutamot rendeztek, négy és három résztvevővel. Az első helyezett automatikusan a döntőbe jutott, a többiek a reményfutamba kerültek.
| Helyezés | Nemzet | Idő      | Mj       |
| 1. futam | 1. futam | 1. futam | 1. futam |
| -------- | --- | -------- | -------- |
| 1.       | Egyesült Államok (USA) · Erin Cafaro, Francia Zsuzsanna, Esther Lofgren, Taylor Ritzel, Meghan Musnicki, Eleanor Logan, Caroline Lind, Caryn Davies, kormányos: Mary Whipple                        | 6:14,68  | QA       |
| 2.       | Ausztrália (AUS) · Hannah Vermeersch, Renée Chatterton, Robyn Selby Smith, Sarah Cook, Tess Gerrand, Alexandra Hagan, Sally Kehoe, Phoebe Stanley, kormányos: Elizabeth Patrick                     | 6:20,89  |          |
| 3.       | Nagy-Britannia (GBR) · Olivia Whitlam, Louisa Reeve, Jessica Eddie, Lindsey Maguire, Natasha Page, Annabel Vernon, Katie Greves, Victoria Thornley, kormányos: Caroline O'Connor                    | 6:23,51  |          |
| 4.       | Németország (GER) · Ronja Schütte, Julia Lepke, Daniela Schultze, Kathrin Thiem, Ulrike Sennewald, Nadja Drygalla, Kathrin Marchand, Constanze Siering, kormányos: Laura Schwensen                  | 6:34,32  |          |
| 2.futam  | |          |          |
| 1.       | Kanada (CAN) · Janine Hanson, Rachelle Viinberg, Krista Guloien, Lauren Wilkinson, Natalie Mastracci, Ashley Brzozowicz, Darcy Marquardt, Andréanne Morin, kormányos: Lesley Thompson-Willie        | 6:13,91  | QA       |
| 2.       | Románia (ROU) · Roxana Cogianu, Nicoleta Albu, Cristina Grigoraș, Irina Dorneanu, Camelia Lupașcu, Enikő Mironcic, Adelina Cojocariu, Ioana Rotaru, kormányos: Talida-Teodora Gidoiu                | 6:16,61  |          |
| 3.       | Hollandia (NED) · Jacobine Veenhoven, Nienke Kingma, Chantal Achterberg, Sytske de Groot, Roline Repelaer van Driel, Claudia Belderbos, Carline Bouw, Annemiek de Haan, kormányos: Anne Schellekens | 6:18,98  |          |

### Reményfutam
Egy reményfutamot rendeztek, öt résztvevővel. Az első négy helyezett bejutott a döntőbe, az ötödik kiesett.
| Helyezés | Nemzet | Idő      | Mj       |
| 1. futam | 1. futam | 1. futam | 1. futam |
| -------- | --- | -------- | -------- |
| 1.       | Hollandia (NED) · Jacobine Veenhoven, Nienke Kingma, Chantal Achterberg, Sytske de Groot, Roline Repelaer van Driel, Claudia Belderbos, Carline Bouw, Annemiek de Haan, kormányos: Anne Schellekens | 6:15,36  | QA       |
| 2.       | Románia (ROU) · Roxana Cogianu, Nicoleta Albu, Cristina Grigoraș, Irina Dorneanu, Camelia Lupașcu, Enikő Mironcic, Adelina Cojocariu, Ioana Rotaru, kormányos: Talida-Teodora Gidoiu                | 6:16,16  | QA       |
| 3.       | Ausztrália (AUS) · Hannah Vermeersch, Renée Chatterton, Robyn Selby Smith, Sarah Cook, Tess Gerrand, Alexandra Hagan, Sally Kehoe, Phoebe Stanley, kormányos: Elizabeth Patrick                     | 6:18,63  | QA       |
| 4.       | Nagy-Britannia (GBR) · Olivia Whitlam, Louisa Reeve, Jessica Eddie, Lindsey Maguire, Natasha Page, Annabel Vernon, Katie Greves, Victoria Thornley, kormányos: Caroline O'Connor                    | 6:21,58  | QA       |
| 5.       | Németország (GER) · Ronja Schütte, Julia Lepke, Daniela Schultze, Kathrin Thiem, Ulrike Sennewald, Nadja Drygalla, Kathrin Marchand, Constanze Siering, kormányos: Laura Schwensen                  | 6:27,69  |          |

### Döntő
Egy döntőt rendeztek, hat résztvevővel. A döntőt az előfutamok első helyezettjei, és a reményfutam 1-4. helyezettjei alkották.
| Helyezés | Nemzet | Idő     |
| -------- | --- | ------- |
| Arany    | Egyesült Államok (USA) · Erin Cafaro, Francia Zsuzsanna, Esther Lofgren, Taylor Ritzel, Meghan Musnicki, Eleanor Logan, Caroline Lind, Caryn Davies, kormányos: Mary Whipple                        | 6:10,59 |
| Ezüst    | Kanada (CAN) · Janine Hanson, Rachelle Viinberg, Krista Guloien, Lauren Wilkinson, Natalie Mastracci, Ashley Brzozowicz, Darcy Marquardt, Andréanne Morin, kormányos: Lesley Thompson-Willie        | 6:12,06 |
| Bronz    | Hollandia (NED) · Jacobine Veenhoven, Nienke Kingma, Chantal Achterberg, Sytske de Groot, Roline Repelaer van Driel, Claudia Belderbos, Carline Bouw, Annemiek de Haan, kormányos: Anne Schellekens | 6:13,12 |
| 4.       | Románia (ROU) · Roxana Cogianu, Nicoleta Albu, Cristina Grigoraș, Irina Dorneanu, Camelia Lupașcu, Enikő Mironcic, Adelina Cojocariu, Ioana Rotaru, kormányos: Talida-Teodora Gidoiu                | 6:17,64 |
| 5.       | Nagy-Britannia (GBR) · Olivia Whitlam, Louisa Reeve, Jessica Eddie, Lindsey Maguire, Natasha Page, Annabel Vernon, Katie Greves, Victoria Thornley, kormányos: Caroline O'Connor                    | 6:18,77 |
| 6.       | Ausztrália (AUS) · Hannah Vermeersch, Renée Chatterton, Robyn Selby Smith, Sarah Cook, Tess Gerrand, Alexandra Hagan, Sally Kehoe, Phoebe Stanley, kormányos: Elizabeth Patrick                     | 6:18,86 |